# Storvindeln
Der See Storvindeln liegt in der schwedischen Provinz Lappland nordwestlich von Sorsele. Er ist etwa 52 Quadratkilometer groß und hat eine größte Tiefe von 36 Metern. Durch den See fließt der Vindelälven, der nicht reguliert ist. Daher kann der Wasserstand im Frühjahr um etwa fünf Meter steigen. 